# Michał Krukowski (lekkoatleta)
Michał Krukowski (ur. 14 marca 1969) – polski lekkoatleta, który specjalizował się w wielobojach oraz rzucie oszczepem.
Trzykrotnie stawał na podium mistrzostw Polski w dziesięcioboju. Reprezentował Polskę w pucharze Europy w wielobojach. Po zakończeniu kariery wieloboisty skupił się na rzucie oszczepem, czterokrotnie startując w finale mistrzostw kraju w tej konkurencji.
Złoty medalista mistrzostw świata weteranów w rzucie oszczepem.
Rekord życiowy: dziesięciobój – 7340 pkt. (11 czerwca 1995, Kielce); rzut oszczepem – 71,60 (17 czerwca 2000, Biała Podlaska).
Jego żoną była Agnieszka Krukowska – ma z nią syna Marcina, oszczepnika, którego jest trenerem.